# Jangji (métro de Séoul)
Jangji (en coréen : 장지역) est une station de passage de la ligne 8 du métro de Séoul. Elle est située, 217 Jangji-dong, dans l'arrondissement de Songpa-gu, à Séoul en Corée du Sud.

## Situation sur le réseau

Plan du réseau (2023)

## Services aux voyageurs

### Desserte

Installations
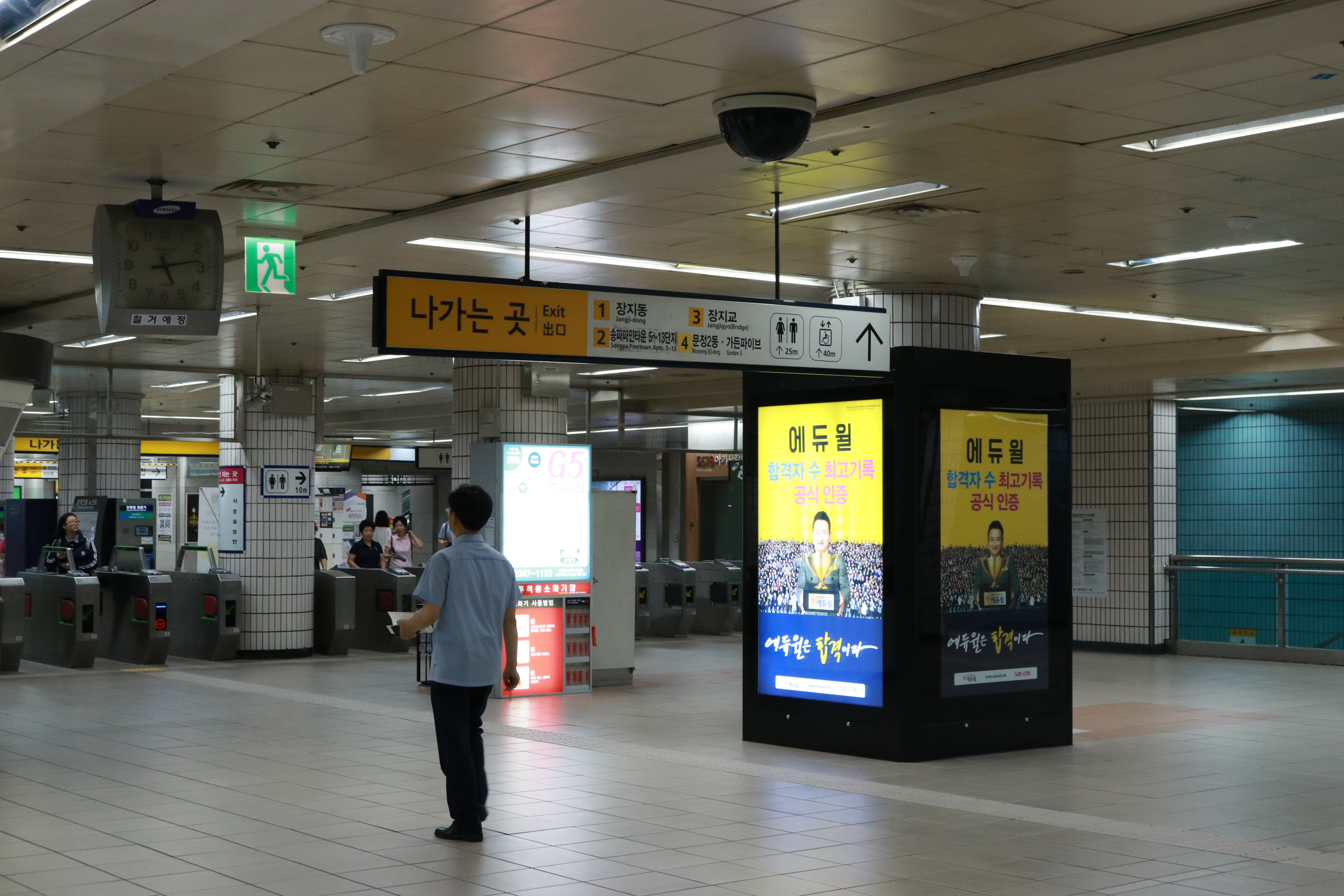
En 2017.
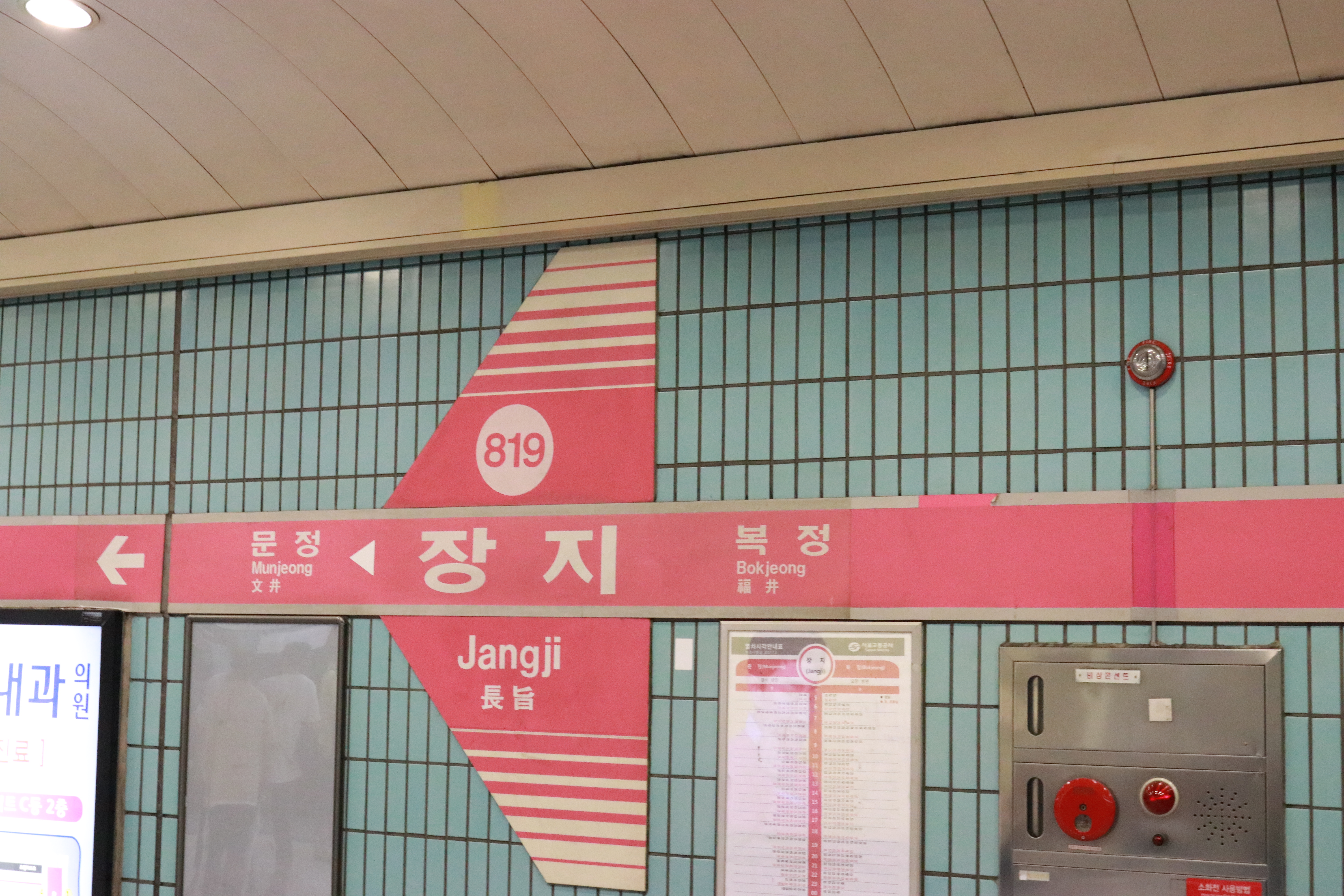
En 2017.
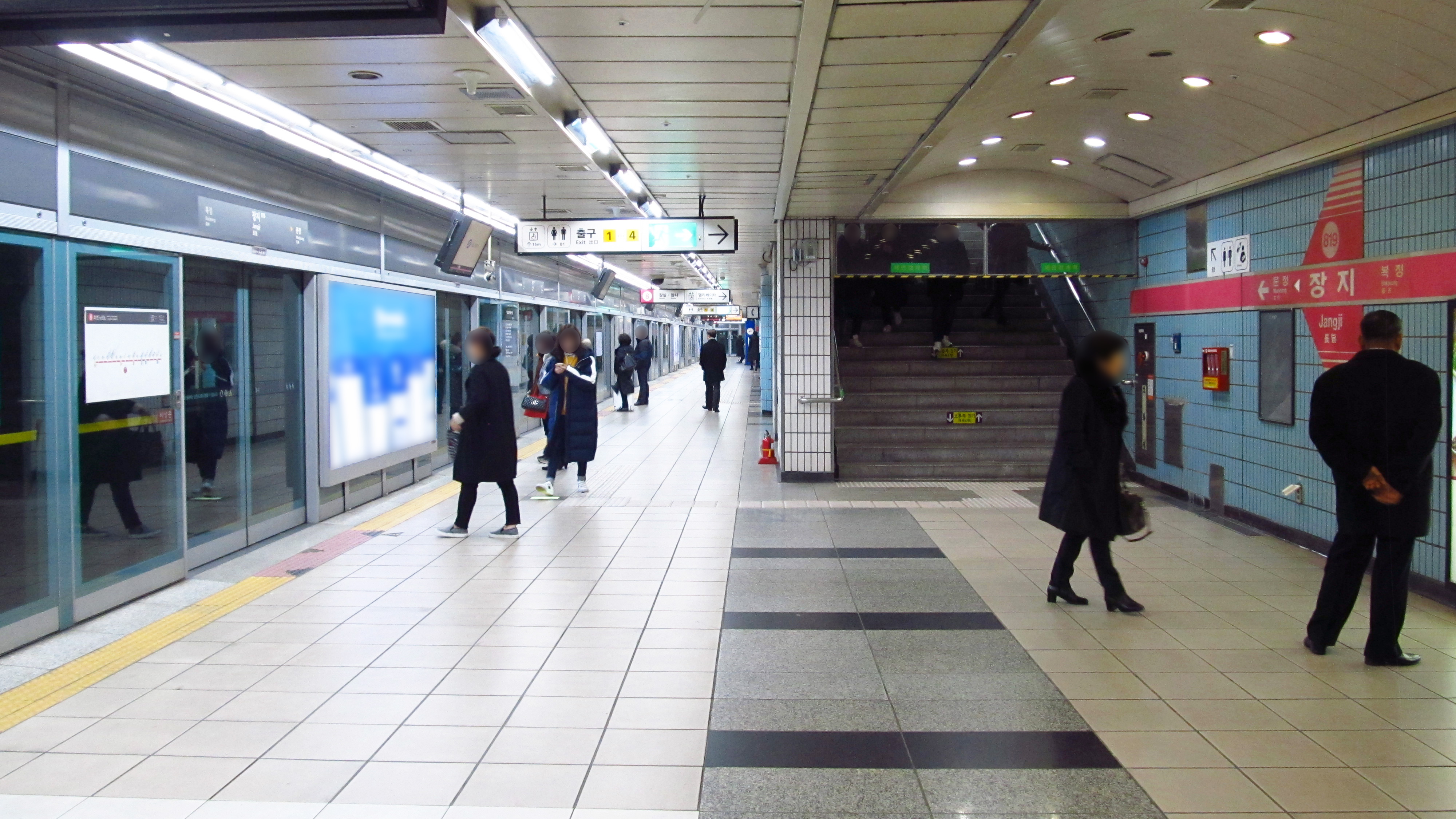
En 2018.